# Барабаш, Яков Фёдорович (генерал)
Я́ков Фёдорович Бараба́ш (1838—1910) — русский военачальник, генерал от инфантерии, Забайкальский и Оренбургский губернатор

## Биография
Родился 12 (24) мая 1838 года в Полтавской губернии. Учился в Александровском Брестском кадетском корпусе, по окончании которого 30 июня 1858 года был произведён в подпоручики и направлен в Ростовский гренадерский полк; 30 августа 1861 году переведён в лейб-гвардии Литовский полк с чином прапорщика гвардии. В начале 1863 года поступил в Академию Генерального штаба и 17 июня произведён в подпоручики. 19 апреля 1864 года за успехи в науках получил чин поручика.
В 1865 году, по окончании академии, Барабаш назначается членом следственной комиссии Варшавского военного округа, затем служит в Киевском военном округе старшим адъютантом в штабах 10-й (с 3 апреля 1866 года, тогда же произведён в чин штабс-капитана с причислением к Генеральному штабу и 30 августа произведён в капитаны) и 6-й (с 13 сентября 1867 года) пехотных дивизий, 3-й гвардейской пехотной дивизии (с 6 мая 1869 года), 10-й пехотной дивизии (с 13 апреля 1870 года).
20 марта 1871 года Яков Фёдорович получает новое назначение: сначала в Иркутск, на должность штаб-офицера для особых поручений при командующем войсками Иркутского военного округа (подполковник с 28 марта), а спустя полгода — в Ургу, где возглавляет конвой русского консульства.
В декабре 1872 года Барабаш был назначен исполняющим делами начальника военно-топографического отдела Иркутского военного округа, тогда же произвёл статистические исследования в долине реки Сунгари; при этом Барабаш имел ещё одно задание: как можно тщательнее изучить военное состояние Маньчжурии. На обратном пути в Иркутск проверил съёмку, ранее проводившуюся между рекой Буреей и Буреинским хребтом силами военно-топографического отдела Амурской области.
31 марта 1874 года произведён в полковники и с 17 июля по 12 декабря 1874 года Барабаш был начальником Иркутского юнкерского училища. Затем, будучи начальником штаба войск Приморской области, в 1876 году командируется в Японию, на Сахалин и Курильские острова в качестве комиссара российского правительства для наблюдения за выполнением договора об обмене Южного Сахалина, принадлежащего Японии, на несколько русских островов Курильской гряды и для водворения гражданского и военного управления на новых территориях. За эти труды получает орден Святой Анны 2-й степени и японский орден Восходящего солнца 3-й степени.
В 1878 году Барабаш был назначен исполняющим обязанности командующего войсками Приморской области. Годом позже принял участие в экспедиции, исследовавшей порты и бухты Приморья, с целью отыскать среди них подходящее место для организации военно-морской базы. В 1882 году вновь совершил поездку в Маньчжурию с военно-дипломатической миссией, по итогам которой составил «Записку о Маньчжурии», выдержавшую два издания — в Санкт-Петербурге и Иркутске.
15 мая 1883 года Барабаш производится в генерал-майоры и составляет план обороны Владивостока с моря и суши, проводит изыскания, связанные с предполагаемой прокладкой в Уссурийском крае железных дорог. В 1884 году назначается председателем Комиссии по уточнению русско-китайской границы, а 24 июня того же года — военным губернатором Забайкальской области и наказным атаманом Забайкальского казачьего войска.
8 февраля 1888 года назначен военным губернатором Тургайской области и командующим расположенными на её территории войсками. 30 августа 1894 года произведён в генерал-лейтенанты. 4 октября 1899 года генерал-лейтенант Барабаш был назначен Оренбургским губернатором и наказным атаманом Оренбургского казачьего войска. 20 марта 1906 года был назначен членом Сената и 6 декабря того же года произведён в генералы от инфантерии.
Умер в ночь с 11 на 12 октября 1910 года в Швейцарии от болезни сердца.
Имя Барабаша носила улица в Хабаровске (с 1930 года и поныне — Запарина).

## Награды
- Орден Святого Станислава 2-й степени (1871 год)
- Орден Святого Владимира 4-й степени (1873 год)
- Орден Святой Анны 2-й степени (1876 год)
- Орден Святого Владимира 3-й степени (1880 год)
- Орден Святого Станислава 1-й степени (1887 год)
- Орден Святой Анны 1-й степени (1890 год)
- Орден Святого Владимира 2-й степени (1896 год)
- Орден Белого орла (1899 год)
- Орден Святого Александра Невского (6 декабря 1904 года, бриллиантовые знаки к этому ордену пожалованы в 1908 году)

## Семья
Яков Фёдорович Барабаш был женат на купчихе города Хабаровска Марии Ивановне Кузнецовой и имел четверых детей: Веру (р. 1878), Якова (1880—1920), Марию (р. 1882), Леонида (р. 1894).
Старший сын оренбургского губернатора Яков Яковлевич Барабаш перед русско-японской войной в чине хорунжего был направлен в Забайкальское казачье войско и в составе 2-го Аргунского полка участвовал в боевых действиях против японцев. Участвовал он и в Первой мировой войне. Во время Гражданской войны Барабаш-младший воевал против красных и, попав в плен, был расстрелян в Красноярске в 1920 году.
В семье Барабашей воспитывался будущий казахский революционер Алиби Тогжанович Джангильдин. В семье Барабашей его (после крещения) звали Николаем Владимировичем Степных.